# IC 5201
IC 5201 è una galassia spirale barrata situata nella costellazione della Gru alla distanza di oltre 40 milioni di anni luce dalla Terra.
È una galassia attiva del tipo Seyfert 2.
Nel 1978 è stata individuata la supernova SN 1978g, di tipo II.